# Liste der Verordnungen des Fürstentums Lüneburg

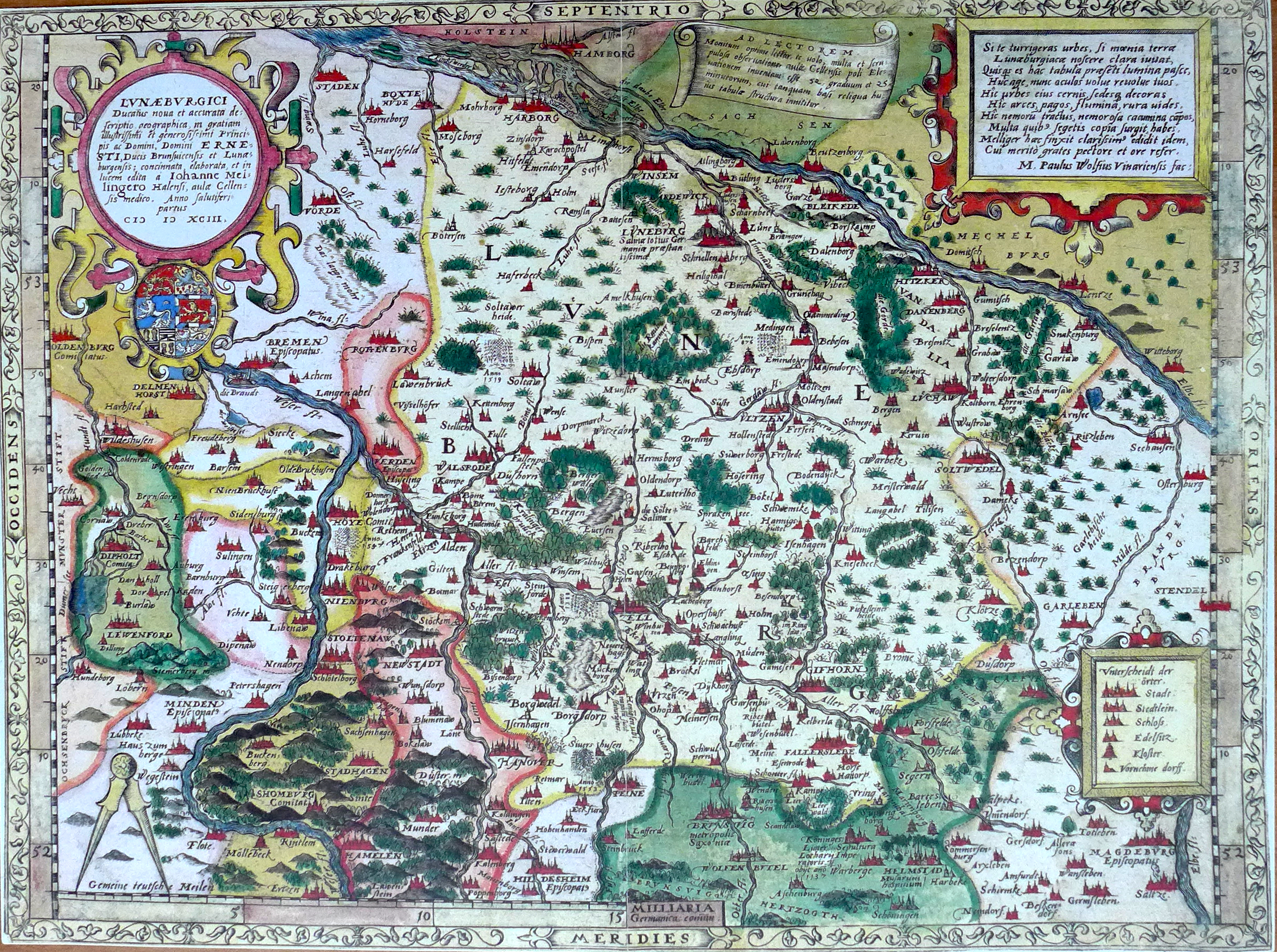
Karte des Fürstentums Lüneburg von Johannes Mellinger aus dem Jahr 1593

Diese Liste führt alle Verordnungen des Fürstentums Lüneburg auf, die bis zum Ende der Eigenständigkeit des Fürstentums Lüneburg im Jahr 1705 erlassen wurden. Die erste schriftliche Verordnung stammt aus dem Jahr 1510, als Herzog Heinrich der Mittlere die Organisation der Hofverwaltung in einer Hofordnung schriftlich festlegte. Im 16. und 17. Jahrhundert wurde eine Reihe an Verordnungen erlassen, die zumeist programmatischen Charakter hatten. Ursächlich für den Erlass waren zum Teil die desolate Finanzsituation des Fürstentums, Ziel war es in diesem Fällen die Ausgaben zum Beispiel der Hofhaltung zu beschränken. Zum Teil waren in den Verordnungen auch Zugeständnisse an die Landschaft fixiert, die dieser gegen Zusage von finanziellen Hilfen an die Landesherrschaft zugesichert worden waren.

## Liste der Verordnungen
| Art                | Jahr | Anmerkungen |
| ------------------ | ---- | --- |
| Hofordnung         | 1510 | Älteste Hofordnung des Fürstentums, in Niederdeutsch verfasst. Sie wurde unter Heinrich dem Mittleren erlassen. |
| Hofordnung         |      | Ebenfalls unter Heinrich dem Mittleren erlassen. Erste Ordnung in Hochdeutsch und wesentlich umfangreicher als die Hofordnung von 1510. |
| Hofgerichtsordnung | 1535 | Durch die Ordnung wurde das ständisch besetzte Hofgericht geschaffen, das in Uelzen viermal im Jahr zusammentrat. |
| Hofordnung         |      | Die Hofordnung wurde unter Ernst dem Bekenner erlassen, das genaue Jahr ist unbekannt. |
| Kanzleiordnung     | 1562 | Die Kanzleiordnung wurde 1562 erlassen. |
| Hofgerichtsordnung | 1564 | Die Ordnung beschreibt den Zuständigkeitsbereich und die Verfahrensweisen des Hofgerichtes und gibt einen Überblick über die Zusammensetzung des Gerichtspersonals. |
| Kirchenordnung     | 1563 | Erste evangelische Kirchenordnung im Fürstentum. Die Ordnung wurde auf einem Landtag am 13. August 1563 von den Ständen genehmigt. |
| Polizeiordnung     | 1564 | Die Polizeiordnung wurde 1564 erlassen. |
| Deichordnung       | 1564 | Die erste Deichordnung wurde 1564 erlassen. |
| Holzordnung        | 1564 | Eine Holzordnung wurde 1564 erlassen. |
| Hofordnung         | 1571 | Die Hofordnung war unter Wilhelm dem Jüngeren in Kraft. Der Inhalt ist unbekannt, da die einzige Kopie während des Zweiten Weltkrieges zerstört wurde. Ob es sich überhaupt um eine neue Ordnung gehandelt hat oder um die von Ernst dem Bekenner, ist jedoch umstritten. |
| Kanzleiordnung     | 1593 | In der durch Herzog Ernst nach seinem Regierungsantritt erlassenen Cantzley und Regierungs Ordnung wurde unter anderem der Kammerrat geschaffen. Dieser war für alle das Kammergut betreffenden Sachen zuständig, die damit dem Einfluss der übrigen Kanzleiräte entzogen wurden. Darüber hinaus erhält die Verordnung eine Auflistung aller in der Regierung tätigen Räte und Beamten. |
| Hofordnung         | 1612 | Die Hofordnung wurde von Ernst II. erlassen und kurz nach dessen Tod veröffentlicht. |
| Regimentsordnung   | 1618 | Die Regimentsordnung war die Grundlage der Verwaltung des Fürstentums im 17. Jahrhundert. |
| Polizeiordnung     | 1618 | Die Inhalte wurde gegenüber der Polizeiordnung von 1564 deutlich erweitert. Unter Mitwirkung der Landschaft wurde sie erlassen um die Policey, den wohlgeordneten Zustand des Gemeinwesens, sicherzustellen. Hierzu wurden detaillierte Bestimmungen erlassen, die verschiedenste Bereiche des privaten und öffentlichen Lebens regelten. Neben privat- und strafrechtlichen Bestimmungen enthielt sie auch zahlreiche Vorschriften zu verwaltungsrechtlichen Fragen. Da durch die Ordnung intermediäre Gewalten, wie z. B. die Holzgerichte oder die städtischen Zünfte zurückgedrängt wurden, trug sie zum Ausbau der Landesherrschaft bei. |
| Holzordnung        | 1618 | Eine neue Holzordnung wurde 1618 erlassen. |
| Kirchenordnung     | 1615 | Die Kirchenordnung blieb, 1643 noch einmal überarbeitet, bis zum Ende der Eigenständigkeit des Fürstentums in Kraft. |
| Holzordnung        | 1651 | Die Holzordnung wurde 1651 erlassen. |
| Deichordnung       | 1664 | Eine neue Deichordnung wurde am 6. Dezember 1664 als Elbdeichordnung von Herzog Christian Ludwig erlassen. |
| Holzordnung        | 1665 | 1665 wurde eine neue Holzordnung erlassen, die alle bisherigen Regelungen zusammenfasste. |
| Hofgerichtsordnung | 1685 | Die cellische Hofgerichtsordnung wurde unter Georg Wilhelm erlassen und entspricht der calenbergischen Hofgerichtsordnung von 1639. |